# Kleinenztal und Schwarzwaldrandplatten
Das FFH-Gebiet Kleinenztal und Schwarzwaldrandplatten ist ein im Jahr 2005 durch das Regierungspräsidium Karlsruhe nach der Richtlinie 92/43/EWG (Fauna-Flora-Habitat-Richtlinie) angemeldetes Schutzgebiet (Schutzgebietskennung DE-7317-341) im deutschen Bundesland Baden-Württemberg. Mit Verordnung des Regierungspräsidiums Karlsruhe zur Festlegung der Gebiete von gemeinschaftlicher Bedeutung vom 12. Oktober 2018 (in Kraft getreten am 11. Januar 2019), wurde das Schutzgebiet ausgewiesen.

## Lage
Das weit zerstreute, 1394,6 Hektar große Schutzgebiet gehört zu den Naturräumen 150 – Schwarzwald-Randplatten und 151 – Grindenschwarzwald und Enzhöhen. Es liegt westlich von Calw und erstreckt sich über die Markungen von acht Städten und Gemeinden:
- Altensteig: 237,09 ha = 17 %
- Bad Wildbad: 111,57 ha = 8 %
- Calw: 111,57 ha = 8 %
- Ebhausen: 69,73 ha = 5 %
- Neubulach: 41,84 ha = 3 %
- Neuweiler: 418,39 ha = 30 %
- Oberreichenbach: 320,76 ha = 23 %
- Simmersfeld: 69,73 ha = 5 %

## Beschreibung und Schutzzweck
Den abgelegenen Buntsandstein-Schwarzwald tief durchschneidendes feuchtes Wiesen-Tal hoher Diversität und Wieseninseln sowie missige Waldungen auf den benachbarten Hochflächen.

### Lebensraumklassen
(allgemeine Merkmale des Gebiets) (prozentualer Anteil der Gesamtfläche)
Angaben gemäß Standard-Datenbogen aus dem Amtsblatt der Europäischen Union
|                                                                       |                                                                       |  |      |      |
| N10 – Feuchtes und mesophiles Grünland                                | N10 – Feuchtes und mesophiles Grünland                                |  | 25 % | 25 % |
| N15 – Anderes Ackerland                                               | N15 – Anderes Ackerland                                               |  | 2 %  | 2 %  |
| N16 – Laubwald                                                        | N16 – Laubwald                                                        |  | 5 %  | 5 %  |
| N17 – Nadelwald                                                       | N17 – Nadelwald                                                       |  | 53 % | 53 % |
| N19 – Mischwald                                                       | N19 – Mischwald                                                       |  | 13 % | 13 % |
| N23 – Sonstiges (Städte, Straßen, Deponien, Gruben, Industriegebiete) | N23 – Sonstiges (Städte, Straßen, Deponien, Gruben, Industriegebiete) |  | 2 %  | 2 %  |
|                                                                       |                                                                       |  |      |      |

### Lebensraumtypen
Folgende Lebensraumtypen nach Anhang I der FFH-Richtlinie kommen im Gebiet vor:
| EU Code | Lebensraumtyp (offizielle Bezeichnung)                                                                          | Kurzbezeichnung                              | Fläche in Hektar |
| ------- | --- | -------------------------------------------- | ---------------- |
| 3260    | Flüsse der planaren bis montanen Stufe mit Vegetation des Ranunculion fluitantis und des Callitricho-Batrachion | Fließgewässer mit flutender Wasservegetation | 001,50           |
| 6230    | Artenreiche montane Borstgrasrasen (und submontan auf dem europäischen Festland) auf Silikatböden               | Artenreiche Borstgrasrasen                   | 001,10           |
| 6410    | Pfeifengraswiesen auf kalkreichem Boden, torfigen und tonig-schluffigen Böden (Molinion caeruleae)              | Pfeifengraswiesen                            | 000,01           |
| 6430    | Feuchte Hochstaudenfluren der planaren und montanen bis alpinen Stufe                                           | Feuchte Hochstaudenfluren                    | 006,10           |
| 6510    | Magere Flachland-Mähwiesen (Alopecurus pratensis, Sanguisorba officinalis)                                      | Magere Flachland-Mähwiesen                   | 105,00           |
| 6520    | Berg-Mähwiesen                                                                                                  | Berg-Mähwiesen                               | 005,00           |
| 7140    | Übergangs- und Schwingrasenmoore                                                                                | Übergangs- und Schwingrasenmoore             | 000,90           |
| 8220    | Silikatfelsen mit Felsspaltenvegetation                                                                         | Silikatfelsen mit Felsspaltenvegetation      | 000,50           |
| 8310    | Nicht touristisch erschlossene Höhlen                                                                           | Höhlen und Balmen                            | 000,001          |
| 9110    | Hainsimsen-Buchenwald (Luzulo-Fagetum)                                                                          | Hainsimsen-Buchenwald                        | 000,90           |
| 9130    | Waldmeister-Buchenwald (Asperulo-Fagetum)                                                                       | Waldmeister-Buchenwald                       | 003,70           |
| 91D0    | Moorwälder | Moorwälder                                   | 006,00           |
| 91E0    | Auen-Wälder mit Alnus glutinosa und Fraxinus excelsior (Alno-Padion, Alnion incanae, Salicion albae)            | Auenwälder mit Erle, Esche, Weide            | 016,20           |
| 9410    | Montane bis alpine bodensaure Fichtenwälder (Vaccinio-Piceetea)                                                 | Bodensaure Nadelwälder                       | 011,80           |

### Zusammenhängende Schutzgebiete
Mehrere Landschaftsschutzgebiete überschneiden sich ganz oder teilweise mit dem FFH-Gebiet. Das Gebiet liegt vollständig im Naturpark Schwarzwald Mitte/Nord. Folgende Naturschutzgebiete liegen im FFH-Gebiet:
- Falchenwiesen
- Hesel-, Brand- und Kohlmisse
- Köllbachtal mit Seitentälern
- Schmalzmisse
- Waldmoor-Torfstich

## Weitere FFH-Gebiete in Baden-Württemberg
siehe Liste der FFH-Gebiete in Baden-Württemberg